# Veliko suženjsko jezero
Veliko suženjsko jezero (angleško Great Slave Lake, francosko Grand lac des Esclaves) je ledeniško jezero, ki leži na severozahodu Severne Amerike. S površino preko 28.000 km² je za Velikim medvedjim jezerom drugo največje jezero, ki v celoti leži na ozemlju Kanade, peto največje v Severni Ameriki in deseto največje na svetu. Je tudi najgloblje jezero v vsej Severni Ameriki, saj doseže 614 m globine na najgloblji točki, povprečna globina pa znaša 73 m.
Zaradi izvora v ledeniškem delovanju pleistocenske poledenitve na predkambrijske kamnine gorovja Kanadski ščit je po obliki močno razčlenjeno, sestavljata pa ga dva glavna dela: zahodna kotanja je razmeroma plitva in kalna, vzhodni rokav pa je globok, razbrazdan in bister, z nepregledno množico otokov in strmimi kamnitimi bregovi. Poleg tega ima še manjši severni rokav. Območje, v katerem leži, je v pasu borealnih gozdov tik pod mejo pasu tundre na severu sveta. Glavni pritok je Suženjska reka, ki prinaša le malo hranil, zato je raznovrstnost življenja v jezeru majhna. Večino leta ga prekriva led, ki je pozimi dovolj debel za vožnjo tovornih vozil.
Jezero je, enako kot Suženjska reka in Malo suženjsko jezero, posredno dobilo ime po lokalnih plemenih staroselcev. Pripadniki ljudstva Cree so namreč imeli navado, da zasužnijo premagana plemena in ko so pričeli trgovati z Evropejci, so s tem slabšalnim izrazom (v njihovem jeziku awonak) opisovali prebivalce okoliške regije. V 20. stoletju so pričeli Kanadčani izkoriščati zaloge rudnin (predvsem zlata) in odprli več rudnikov v okolici, v samem jezeru pa izvajajo komercialni ribolov. Območje ostaja redko poseljeno, z le nekaj manjšimi naselbinami ob obalah.